# 156 Xanthippe
Xanthippe /zænˈθɪpiː/ (định danh hành tinh vi hình: 156 Xanthippe) là một tiểu hành tinh lớn ở vành đai chính. Thành phần cấu tạo của nó bằng cacbonat nên có bề mặt hết sức tối. Ngày 22 tháng 11 năm 1875, nhà thiên văn học người Áo Johann Palisa phát hiện tiểu hành tinh Xanthippe khi ông thực hiện quan sát tại Đài quan sát Hải quân Áo ở Pula, ở khu vực ngày nay là Croatia. và đặt tên nó theo Xanthippe, vợ của nhà triết học Hy Lạp Sokrates.